# آرثر مولر فان دن بروك
آرثر فيلهلم إرنست فيكتور مولر فان دن بروك (23 أبريل 1876-30 مايو 1925) مؤرخًا ثقافيًا وفيلسوفًا وكاتبًا ألمانيًا اشتهر بكتابه المثير للجدل الرايخ الثالث (Das Dritte Reich) عام 1923. والذي روج للقومية الألمانية وبقوة أثر على الحركة الثورية المحافظة في المانية ثم الحزب النازي. على الرغم من معارضته العلنية وانتقاداته العديدة لأدولف هتلر . 
من عام 1906 إلى عام 1922 نشر أيضًا أول ترجمة ألمانية كاملة لأعمال دوستويفسكي.

## سيرة شخصية
وُلِد مولر فان دن بروك في 23 أبريل 1876 في زولينغن ، وستفاليا. باعتباره الطفل الوحيد لأبوين من الطبقة البرجوازية . كان والده أوتومار فيكتور مولر مهندس معماري ألماني وكانت والدته إليز فان دن بروك ، ابنة المهندس المعماري الهولندي فان دين بروك. عند الولادة تم اختيار الاسم الأول لمولر فان دن بروك "آرثر" تكريما للفيلسوف الالماني آرتور شوبنهاور لكنه حذف هذا الجزء من اسمه لاحقًا.  وفي عام 1897 تزوج من هدة ماسة (أولينبرغ). ثم تطلقا عام 1904.

## التأثير على النازية
في كتابه حق الأمم الشابة الذي نشر عام 1918 (Das Recht der jungen Völker) قدم مولر فان دن بروك نسخة من نظرية نظرية التاريخ الألماني التي طور فيها موضوع روسيا على أنها تمثل الحضارة الشيوعية والولايات المتحدة تمثل الحضارة الرأسمالية وكلاهما مرفوض. تعتبر ألمانيا النموذج الصحيح بين الطرفين. وفي نفس الكتاب دافع مولر فان دن بروك عن فلسفة الدولة المعادية للغرب والمناهضة للإمبريالية ( Staatstheorie ) والتي حاولت سد الفجوة بين القومية ومفاهيم العدالة الاجتماعية.
وكان له تأثير كبير على المحافظون الشباب ( بالامانية : Jungkonservativen) في معارضتهم لجمهورية فايمار. ويعتقد انه خلف بعض الافكار والمفاهيم النازية التي تقوم عليها حركتهم. ولكن عند لقائه بهتلر في عام 1922 رفض مولر بروك هتلر بسبب افكارة "البروليتارية". وقد استمر النازيون بستخدم أفكار مولر حيثما أمكنهم ذلك. بما في ذلك تخصيص كتاب بعنوان الرايخ الثالث (Das Dritte Reich) كشعار سياسي وفكرة الجرمانية Übermensch لعام 1923. 

## اعمالة
- Die moderne Literatur in Gruppen und Einzeldarstellungen (1900)
- Das Variété: Eine Kulturdramaturgie (1900)
- Die Deutschen: Unsere Menschheitsgeschichte (1904)
- زيتجينوسين (1905)
- Die italienische Schönheit (1913)
- دير بريوسيش ستيل (1915)
- Das Recht der jungen Völker (1918)
- داس دريت رايش (1923)